# Salmo 122

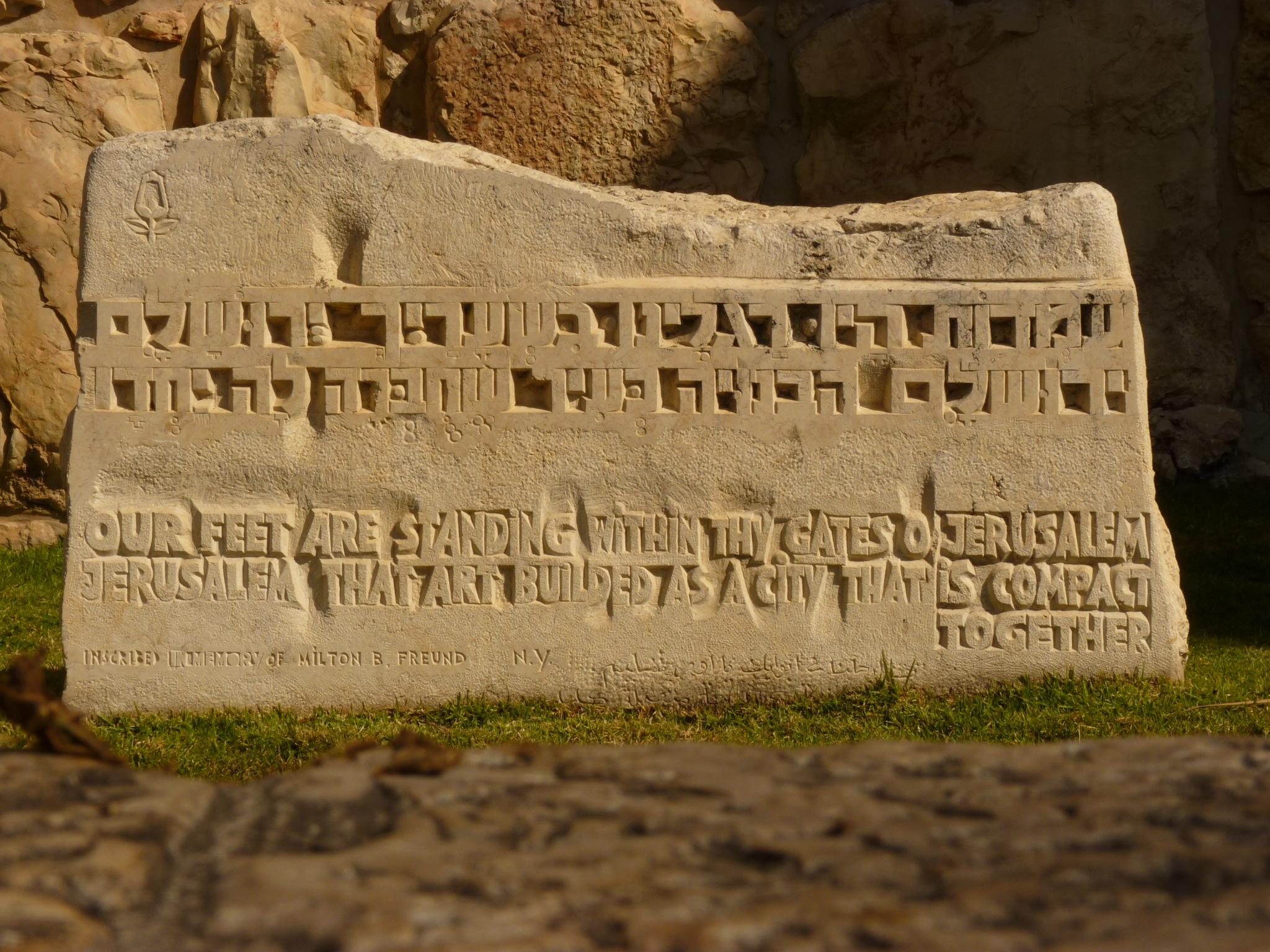
Versículos 2 y 3 grabados en hebreo y en inglés en una roca en la plaza Tzahal, fuera de las murallas de Jerusalén

El Salmo 122 es el salmo 122 del Libro de los Salmos, que comienza en inglés en la versión de King James: «Me alegré» y en latín titulado «Laetatus sum». Se atribuye al rey David y es uno de los quince salmos descritos como Cántico de las montañas (Shir Hama'alot). Su título, Me alegré, se refleja en varios introitos corales de diversos compositores.
En el sistema de numeración ligeramente diferente utilizado en las traducciones griega Septuaginta y latina Vulgata de la Biblia, este salmo es el «Salmo 121».

## Texto
La siguiente tabla muestra el texto en hebreo del Salmo con vocales, junto con el texto en griego koiné de la Septuaginta y la traducción al español de la Biblia del Rey Jacobo. Tenga en cuenta que el significado puede diferir ligeramente entre estas versiones, ya que la Septuaginta y el texto masorético provienen de tradiciones textuales diferentes. En la Septuaginta, este salmo está numerado como Salmo 121.
| # | Hebreo                                            | Español | Griego                                                                                                 |
| - | ------------------------------------------------- | --- | --- |
| 1 | שִׁ֥יר הַֽמַּעֲל֗וֹת לְדָ֫וִ֥ד שָׂ֭מַחְתִּי בְּאֹמְרִ֣ים לִ֑י בֵּ֖ית יְהֹוָ֣ה נֵלֵֽךְ׃     | (Unos Cánticos de Ascensión de David.) Me alegré cuando me dijeron: «Vamos a la casa del Señor».                    | ᾿ῼδὴ τῶν ἀναβαθμῶν. - ΕΥΦΡΑΝΘΗΝ ἐπὶ τοῖς εἰρηκόσι μοι· εἰς οἶκον Κυρίου πορευσόμεθα.                   |
| 2 | עֹ֭מְדוֹת הָי֣וּ רַגְלֵ֑ינוּ בִּ֝שְׁעָרַ֗יִךְ יְרוּשָׁלָֽ͏ִם׃                   | Nuestros pies estarán dentro de tus puertas, oh Jerusalén.                                                          | ἑστῶτες ἦσαν οἱ πόδες ἡμῶν ἐν ταῖς αὐλαῖς σου, ῾Ιερουσαλήμ.                                            |
| 3 | יְרוּשָׁלַ֥͏ִם הַבְּנוּיָ֑ה כְּ֝עִ֗יר שֶׁחֻבְּרָה־לָּ֥הּ יַחְדָּֽו׃                 | Jerusalén está construida como una ciudad compacta:                                                                 | ῾Ιερουσαλὴμ οἰκοδομουμένη ὡς πόλις, ἧς ἡ μετοχὴ αὐτῆς ἐπὶ τὸ αὐτό.                                     |
| 4 | שֶׁשָּׁ֨ם עָל֪וּ שְׁבָטִ֡ים שִׁבְטֵי־יָ֭הּ עֵד֣וּת לְיִשְׂרָאֵ֑ל לְ֝הֹד֗וֹת לְשֵׁ֣ם יְהֹוָֽה׃ | Adonde suben las tribus, las tribus del Señor, para dar testimonio de Israel, para dar gracias al nombre del Señor. | ἐκεῖ γὰρ ἀνέβησαν αἱ φυλαί, φυλαὶ Κυρίου, μαρτύριον τῷ ᾿Ισραήλ, τοῦ ἐξομολογήσασθαι τῷ ὀνόματι Κυρίου· |
| 5 | כִּ֤י שָׁ֨מָּה ׀ יָשְׁב֣וּ כִסְא֣וֹת לְמִשְׁפָּ֑ט כִּ֝סְא֗וֹת לְבֵ֣ית דָּוִֽד׃         | Porque allí están los tronos del juicio, los tronos de la casa de David.                                            | ὅτι ἐκεῖ ἐκάθισαν θρόνοι εἰς κρίσιν, θρόνοι ἐπὶ οἶκον Δαυΐδ.                                           |
| 6 | שַׁ֭אֲלוּ שְׁל֣וֹם יְרוּשָׁלָ֑͏ִם יִ֝שְׁלָ֗יוּ אֹהֲבָֽיִךְ׃                     | Orad por la paz de Jerusalén: prosperarán los que te aman.                                                          | ἐρωτήσατε δὴ τὰ εἰς εἰρήνην τὴν ῾Ιερουσαλήμ, καὶ εὐθηνία τοῖς ἀγαπῶσί σε·                              |
| 7 | יְהִי־שָׁל֥וֹם בְּחֵילֵ֑ךְ שַׁ֝לְוָ֗ה בְּאַרְמְנוֹתָֽיִךְ׃                    | La paz sea dentro de tus muros, y la prosperidad dentro de tus palacios.                                            | γενέσθω δὴ εἰρήνη ἐν τῇ δυνάμει σου καὶ εὐθηνία ἐν ταῖς πυργοβάρεσί σου.                               |
| 8 | לְ֭מַעַן אַחַ֣י וְרֵעָ֑י אֲדַבְּרָה־נָּ֖א שָׁל֣וֹם בָּֽךְ׃                   | Por amor a mis hermanos y compañeros, diré ahora: Paz sea contigo.                                                  | ἕνεκα τῶν ἀδελφῶν μου καὶ τῶν πλησίον μου, ἐλάλουν δὴ εἰρήνην περὶ σοῦ·                                |
| 9 | לְ֭מַעַן בֵּית־יְהֹוָ֣ה אֱלֹהֵ֑ינוּ אֲבַקְשָׁ֖ה ט֣וֹב לָֽךְ׃                | Por la casa del Señor, nuestro Dios, buscaré tu bien.                                                               | ἕνεκα τοῦ οἴκου Κυρίου τοῦ Θεοῦ ἡμῶν, ἐξεζήτησα ἀγαθά σοι.                                             |

### Versión Reina-Valera
1. Me alegré cuando me dijeron: Vamos a la casa del Señor.
2. Nuestros pies se pararán dentro de tus puertas, oh Jerusalén.
3. Jerusalén está edificada como una ciudad compacta:
4. Donde suben las tribus, las tribus del Señor, al testimonio de Israel, para dar gracias al nombre del Señor.
5. Porque allí están puestos los tronos del juicio, los tronos de la casa de David.
6. Ora por la paz de Jerusalén: prosperarán los que te aman.
7. La paz sea dentro de tus muros, y la prosperidad dentro de tus palacios.
8. Por el bien de mis hermanos y compañeros, ahora diré: La paz sea dentro de ti.
9. Por la casa del Señor nuestro Dios buscaré tu bien.

## Comentarios

### De la Iglesia católica

#### A todo el salmo
Este es el tercer salmo de peregrinación o «cántico de las subidas» (Sal 120–134) y, como continuación natural del anterior —centrado en la protección divina durante el viaje (cf. Sal 121)—, expresa la alegría de haber llegado a Jerusalén. A medida que se avanza en esta colección de salmos, crece la emoción del lector. El salmo comienza celebrando con gozo tanto el inicio del camino como la llegada a la Ciudad Santa (vv. 1-2), continúa con alabanzas dirigidas a Jerusalén (vv. 3-5), y concluye con súplicas por la paz de la ciudad y el bienestar de sus habitantes (vv. 6-9). La referencia a la «Casa del Señor» en los versículos 1 y 9 encierra todo el salmo, dándole unidad y sentido. Jesús mismo subió en peregrinación a Jerusalén y allí proclamó el mensaje de paz (cf. Lc 19,42), haciendo suyo este salmo. Sin embargo, la ciudad no lo reconoció. En cambio, la Iglesia, que acoge a Cristo, es la nueva Jerusalén: al final de los tiempos se manifestará como una ciudad perfecta, resplandeciente y segura, descrita simbólicamente en Apocalipsis 21,9-27.

#### A los versículos 1- 5
La peregrinación despierta una alegría común entre quienes emprenden el camino y avanzan juntos hacia su destino. La llamada "Casa del Señor" (vv. 1.9) se refiere al Templo, centro espiritual que otorga a la ciudad su grandeza única (cf. Sal 48).
- Jerusalén como ciudad santa y símbolo de unidad:

El peregrino que llega a Jerusalén queda impresionado por su belleza y su fortaleza. El versículo 3,"Jerusalén, ciudad bien compacta y unida", refleja cómo la ciudad simboliza la unidad del pueblo de Dios en torno al Templo, centro de la vida religiosa.
- Cumplimiento de los mandamientos del Señor:

El texto menciona que en Jerusalén se cumplen las fiestas de peregrinación, como ordena el Deuteronomio (Dt 12, 5-7; 16, 16). Estas peregrinaciones eran una expresión visible de fidelidad a Dios y de comunión con la comunidad de creyentes.
- Justicia y reinado del rey:

El versículo 5 habla de que allí están "los tribunales de justicia, los tribunales de la casa de David". Esto subraya el papel de Jerusalén no solo como centro religioso, sino también como lugar donde se ejerce la justicia bajo la autoridad del rey elegido por Dios.
- Aplicación litúrgica cristiana:

La Iglesia interpreta este salmo a la luz de Cristo. Lo utiliza especialmente en la solemnidad de Jesucristo, Rey del Universo, viendo en Jerusalén una figura de la Jerusalén celestial, y en Jesús el Rey que instaura un reino de justicia y paz, ya no solo en una ciudad terrenal, sino en el corazón de los creyentes y en la plenitud del Reino de Dios.

#### A los versículos 6-9
Agustín de Hipona, aplicando las palabras del salmo a la Iglesia y a la vida cristiana, comenta que Jerusalén representa la ciudad de Dios, la comunidad de los creyentes unidos en la caridad y en la verdad. Para él, desear la paz a Jerusalén es desear la paz a la Iglesia, es decir, la unidad, la armonía, y la plenitud de bienes espirituales. Así como el salmista ruega por la paz de la ciudad santa, los cristianos deben orar y trabajar por la paz dentro de la comunidad eclesial. Esta paz no es sólo ausencia de conflicto, sino participación en la vida divina, comunión con Dios y con los hermanos. Por eso, San Agustín exhorta a buscar el bien de la Iglesia, a amar a sus miembros y a procurar su edificación constante, pues en ello reside la verdadera prosperidad del alma:

Esta ciudad bien compacta es la Iglesia. Su cimiento es Cristo. En la tierra, cuando se echa el cimiento, se edifican las paredes hacia arriba y su peso gravita hacia abajo, porque abajo está colocado el fundamento. Pero, si nuestro fundamento —Cristo— está en el Cielo, entonces edificamos hacia el Cielo. En esta basílica que veis, la que hoy nos reúne, los arquitectos colocaron los cimientos abajo; pero cuando somos edificados como templo espiritual, el cimiento lo hemos de colocar en las alturas. Corramos, pues hacia allí; apresurémonos hasta que nuestros pies estén pisando tus umbrales, Jerusalén.

## Propósito
El salmo se atribuye al rey David; sin embargo, Alexander Kirkpatrick sugiere que su autor vivía «en el campo, lejos de Jerusalén. Recuerda la alegría con la que escuchó la invitación de sus vecinos para unirse a la compañía de los peregrinos». Y añade: «El salmo puede explicarse mejor así, como la meditación de un peregrino que, tras regresar a la tranquilidad de su hogar, reflexiona sobre los felices recuerdos de su peregrinación». 

## Usos

### Judaísmo
El Salmo 122 se recita en algunas comunidades después de Minjá entre Sucot y Shabat Hagadol. También se recita en el Shabat Najamú (el Shabat después de Tisha B'Av) en algunas tradiciones.
Se recita en Yom Yerushalayim en la tradición judía conservadora debido a que el salmista habla de una Jerusalén unida.
Los versículos 7-9 se citan en el Talmud Brachos 64a, que se ha incorporado a varias partes de la liturgia. 

### Iglesia católica
Según la Regla de San Benito, este salmo debía recitarse durante el tercer acto de la semana, es decir, de martes a sábado, después del salmo 120 (119) y del salmo 121 (120).
En la Liturgia de las Horas de uso general hoy en día, el Salmo 122 se recita o canta en las Vísperas del sábado de la cuarta semana del ciclo de cuatro semanas. También se utiliza en las Segundas Vísperas en los textos comunes para las fiestas de la Santísima Virgen María y de todas las Santas Mujeres.
Para facilitar la comprensión se le asigna a cada salmo un título en rojo (rúbrica) que no forma parte del salmo. El título del Salmo 122 es El Señor, esperanza del pueblo.
En la liturgia de la Misa, se recita en la fiesta de Cristo Rey, el primer domingo de Adviento en el año A en el ciclo trienal de lecturas dominicales y en el 34.º domingo del Tiempo Ordinario en el año C.

### Anglicanismo
En el Libro de Oración Común, el Salmo 122 debe recitarse o cantarse el día 27 en la Oración matutina.
El versículo 1 se utiliza en el introito del Domingo de las Madres, que coincide con el Domingo Laetare, también llamado «Domingo de mitad de Cuaresma» o Domingo de refrigerio.

### Iglesia Ortodoxa Copta
En la Agpeya, el Libro de Horas de la Iglesia Copta, este salmo se reza en el oficio de Vísperas y la segunda vigilia del oficio de medianoche.

## Ajustes musicales
- Monteverdi puso el texto latino (Vulgata), Laetatus sum, al menos tres veces, en su Vespro della Beata Vergine de 1610 y dos veces como motete independiente en 1643.
- Heinrich Schütz compuso una paráfrasis métrica del salmo en alemán, «Es ist ein Freud dem Herzen mein», SWV 227, para el Salterio Becker, publicado por primera vez en 1628.
- Charpentier puso el mismo texto en 1671, de nuevo como motete, catalogado como H.161, para solistas, coro, flautas, cuerdas y bajo continuo. En 1690, puso otro «Laetatus sum» H.216, para solistas, coro, 2 instrumentos agudos y bajo continuo.
- Jommelli hizo lo mismo en 1743.
- Una forma abreviada de la traducción del Libro de Oración Común, «I was glad», se utiliza en el himno de coronación de Parry de 1902 con ese nombre.
- El mismo texto en inglés fue utilizado para la música de coronación por Henry Purcell, William Boyce, Thomas Attwood y otros.
- Herbert Howells puso los versículos 6 y 7 en su himno «O, pray for the peace of Jerusalem».
- En 1676 Biber concibe una pieza de nombre (C.9) para Salzburgo. En 1693, Michel-Richard Delalande escribió su gran motete (S.47), pero desafortunadamente, hoy se ha perdido.
- Jules Van Nuffel puso el salmo en latín, Laetatus sum, para coro mixto y órgano en 1935.
- En la Liturgia de las Horas de la Iglesia Católica (el Oficio Divino), en latín, [18]